# Physique stellaire
 (septembre 2024).
Si vous disposez d'ouvrages ou d'articles de référence ou si vous connaissez des sites web de qualité traitant du thème abordé ici, merci de compléter l'article en donnant les références utiles à sa vérifiabilité et en les liant à la section « Notes et références ».
La physique stellaire est la branche de l'astrophysique qui étudie les étoiles. Elle fait intervenir des connaissances issues de la physique nucléaire, physique atomique, physique moléculaire, thermodynamique, magnétohydrodynamique, physique des plasmas, physique du rayonnement et sismologie. À l'heure actuelle, l'étoile la mieux connue est le Soleil en raison de sa proximité.

## Historique

### Vesiècleav. J.-C.
Anaxagore (-500 à -428) définit les étoiles comme étant des roches en fusion éloignées.

### XVIIIesiècle
Emmanuel Kant définit les étoiles comme étant de gigantesques boules de feu brûlant de gaz légers. Dans ce cas, les combustibles chimiques ne seraient capables de fournir l’énergie du Soleil que pendant quelques millénaires au plus.

### XIXesiècle
En 1804, le physicien allemand Joseph von Fraunhofer invente le spectroscope.
En 1854, le physicien allemand Hermann von Helmholtz soutient que le Soleil tire son énergie de sa contraction gravitationnelle, à l’instar d’une usine hydroélectrique alimentée par l’énergie d’une chute d’eau. Dans ce cas, une contraction d’une centaine de mètres par an pourrait permettre au Soleil de briller pendant 30 millions d’années.
Développement des premiers modèles de la structure des étoiles (assimilées à des sphères gazeuses en équilibre hydrostatique) par Helmholtz, Kelvin, Lane et Ritter.
Avènement de la spectroscopie qui permet l’étude systématique des étoiles grâce à l’analyse de la lumière émise par leur surface.

### XXesiècle
En 1905, développement de la théorie de la relativité restreinte par Albert Einstein, qui débouche sur l’équivalence entre masse et énergie (E=mc²). Cela permet d’envisager des sources d’énergie plus efficaces telles que la fusion nucléaire.
En 1912, Ejnar Hertzsprung et Henry Norris Russell classent les étoiles en fonction de leur température et de leur luminosité. À l’époque les connaissances ne sont pas suffisantes pour interpréter ce diagramme.
La datation des roches terrestres au moyen de leur radioactivité permet d’évaluer l’âge de la Terre à plusieurs milliards d’années. L’énergie dégagée par la contraction gravitationnelle ne peut donc en aucun cas permettre au Soleil de briller sur une aussi longue échelle de temps.
En 1919, Jean Baptiste Perrin et Arthur Eddington émettent l’idée que l’énergie du Soleil provient des réactions nucléaires entre noyaux d’hydrogène.
Fin des années 1920, La mécanique quantique permet d’expliquer la nature des naines blanches. Début des années 1930, Subrahmanyan Chandrasekhar démontre qu’une naine blanche ne peut avoir une masse supérieure à 1,4 masse solaire (masse limite de Chandrasekhar).
À la même époque, la découverte du neutron par James Chadwick conduit les physiciens à imaginer le concept d’étoile à neutrons (astre des milliers de fois plus dense et plus compact qu’une naine blanche). Presque aussitôt, Fritz Zwicky émet l’idée que les étoiles à neutrons sont les résidus d’explosions de supernova, apparitions saisissantes observées depuis l’Antiquité. Cette intuition de Zwicky n’a été confirmée que quarante ans plus tard par la découverte en 1967 des pulsars (étoiles à neutrons en rotation rapide).
En 1937, découverte des chaînes de réactions nucléaires au cœur des étoiles. L’idée capitale qui en ressort est l’existence d’un lien évolutif entre les différentes étoiles du diagramme de Hertzsprung-Russell. Les réactions nucléaires modifient progressivement la composition chimique, mais aussi la structure et l’aspect extérieur des étoiles.
En 1957, article de Geoffrey Burbidge, Margaret Burbidge, William Fowler et Fred Hoyle sur la nucléosynthèse stellaire. Cet article a été le premier à poser les bases théoriques de la formation des éléments dans les étoiles. Une preuve éclatante de la justesse de cet article est venue la même année avec la découverte dans le spectre d'une étoile du technétium, élément dont tous les isotopes sont radioactifs et ont des périodes de demi-vie de l'ordre du million d'années, impliquant leur synthèse au cœur même de l'étoile.
Dans les années 1960, l’apparition des premiers ordinateurs conduit à la construction de modèles plus exacts de l’évolution stellaire. Ces méthodes, sont pour l’essentiel, encore utilisées aujourd’hui.
En 1987, L’observation d’une supernova, dans le Grand Nuage de Magellan, à l’aide de toutes les techniques actuelles, permet d’améliorer les théories sur la vie et la mort des étoiles.